# Cartman's Mom Is a Dirty Slut
«Cartman's Mom Is a Dirty Slut» es el decimotercer y último episodio de la primera temporada de la serie de televisión animada estadounidense South Park. Se emitió originalmente en Comedy Central en los Estados Unidos el 25 de febrero de 1998. El episodio es el más visto de toda la serie South Park, con 6,4 millones de espectadores. Es la primera parte de un arco narrativo de dos episodios, que concluyó con «Cartman's Mom Is Still a Dirty Slut». El episodio sigue a Eric Cartman, uno de los niños protagonistas del programa, que siente curiosidad por la identidad de su padre. Descubre que su padre es probablemente un hombre con el que su madre tuvo relaciones sexuales durante una fiesta anual llamada «The Drunken Barn Dance». Mientras tanto, sus amigos Stan, Kyle y Kenny participan en America's Stupidest Home Videos, luego de filmar a Cartman jugando en su jardín con peluches.
El episodio fue escrito por Trey Parker y el escritor del personal David R. Goodman, y dirigido por Parker. Contó con una aparición especial del comediante Jay Leno, quien proporcionó sonidos de gato para el gato de Cartman. «Cartman's Mom Is a Dirty Slut» tuvo un final de suspenso; Se pretendía que la identidad del padre de Cartman se revelara en el estreno de la segunda temporada, pero Parker y el cocreador Matt Stone escribieron un episodio del Día de las bromas de abril no relacionado. Esto llevó a mucha consternación de los espectadores de South Park. Este episodio fue recibido con respuestas positivas de los críticos.
En 2013, los fanáticos eligieron a «Cartman's Mom Is a Dirty Slut» como el mejor episodio de la primera temporada.

## Argumento
Stan, Kyle y Kenny deciden ir a ver a Cartman cuando no se presenta a la escuela. Descubren que está teniendo una fiesta de té con sus animales de peluche en su patio trasero. Su consejero escolar, el Sr. Mackey, les aconseja que graben en video a Cartman, para que pueda estudiarlo psicológicamente.
Mientras tanto, Cartman no tiene padre para celebrar el día del padre y el hijo y le pregunta a su madre quién es. Su madre explica que conoció a su padre, un nativo americano llamado Jefe Agua Corriente, en el 12º «Baile de borrachos del granero» anual. Sin embargo, el Jefe Agua Corriente le informa que su madre es una puta y que la vio con Chef más tarde esa noche en el baile. Chef le dice a Cartman que su madre prefería al Sr. Garrison que a él. En un bar, el Sr. Garrison le admite a Cartman que tuvo relaciones sexuales con la Sra. Cartman, pero luego argumenta «¿¡Pero quién aquí no lo hizo!?», A lo que la alcaldesa McDaniels, la directora Victoria, Jesús y el padre Maxi comparten miradas culpables entre sí. El Dr. Mephesto está dispuesto a realizar una prueba de ADN para resolver el problema, pero requiere $3000 para la prueba. Cartman se deprime porque no tiene el dinero.
Mientras tanto, Kyle, Stan y Kenny miran America's Stupidest Home Videos; escuchan que hay un gran premio de $ 10 000 para el video casero más estúpido. Deciden participar en la competencia con el video que hicieron de Cartman. Cartman se acerca a Kyle y Stan (Kenny fue arrastrado a una vía de tren por el carrito de Stan y asesinado por un tren que se aproximaba) con la deprimente noticia sobre su falta de fondos para encontrar a su verdadero padre. Stan y Kyle acuerdan que si ganan el concurso de videos le darán a Cartman los $3000 necesarios para la prueba de ADN. Cartman está encantado, pero rápidamente se vuelve extremadamente furioso después de ver el video transmitido. Aunque no ganan la competencia, ya que el abuelo de Stan gana con una cinta de video que hizo de la muerte de Kenny, reciben un segundo premio de $ 3 000, que aún es suficiente para la prueba de ADN. El Dr. Mephesto reúne a Cartman, su madre y todos los posibles padres (incluidos los Denver Broncos de 1989), cuando obtiene los resultados de la prueba, que es donde Kenny vuelve a la vida. Cuando está a punto de revelar la identidad del padre de Cartman, un narrador afirma que la respuesta se revelará en el nuevo episodio de South Park cuatro semanas después, para disgusto e ira de Cartman